# 清水叶人
清水 叶人（しみず かなと、2004年7月6日 - ）は、群馬県藤岡市出身のプロ野球選手（捕手）。右投左打。広島東洋カープ所属。

## 経歴

### プロ入り前
3歳年上の兄に影響を受け小学1年生で野球を始め、美土里タイガースに入団。小学3年生で捕手となる。中学では、高崎ボーイズで2年生でボーイズ春季全国大会でベスト4。3年生のジャイアンツカップでは1回戦は勝利するも、2回戦で敗退。高校は、健大高崎高等学校に進学。1年生の時（2020年）にチームは甲子園高校野球交流試合に出場し、2年生（2021年）のセンバツ高校野球では1回戦は勝利するも、2回戦で敗退した。高校通算25本塁打。
2022年10月20日に行われた2022年のドラフト会議では、広島東洋カープから4位指名を受け、11月17日に契約金3500万円、年俸500万円で仮契約した。背番号は62。

### 広島時代
2023年、二軍戦で28試合に出場した。9月23日のウエスタン・リーグ対オリックス・バファローズ戦でプロ初本塁打を放ち、最終成績は打率.184、9安打１本塁打、打点2を記録した。
2024年は、1月に阪神タイガース梅野隆太郎の自主トレに参加。この年はウエスタン・リーグ40試合に出場し打率.130、9安打１本塁打、打点8を記録、一軍出場は無かった。

## 選手としての特徴・人物
二塁送球タイム1秒77、遠投110mを記録した強肩と長打や単打など状況に応じた打撃が魅力の捕手。
幼少期に憧れた選手は阿部慎之助。広島入団後に目標とする選手は先輩の坂倉将吾。
本来は左利きで、野球を始めた当初は珍しい左投げ右打ちであった。小学生の頃に兄のグラブを使って右投げが身につき、父の勧めで左打ちに転向した。

## 詳細情報

### 背番号
- 62（2023年 - ）